# Três Pontas (kommun)
Três Pontas är en kommun i Brasilien.   Den ligger i delstaten Minas Gerais, i den sydöstra delen av landet, 700 km söder om huvudstaden Brasília. Antalet invånare är 53 825.
Följande samhällen finns i Três Pontas:
- Três Pontas

Omgivningarna runt Três Pontas är huvudsakligen savann. Runt Três Pontas är det ganska tätbefolkat, med 96 invånare per kvadratkilometer.